# Slingebeek

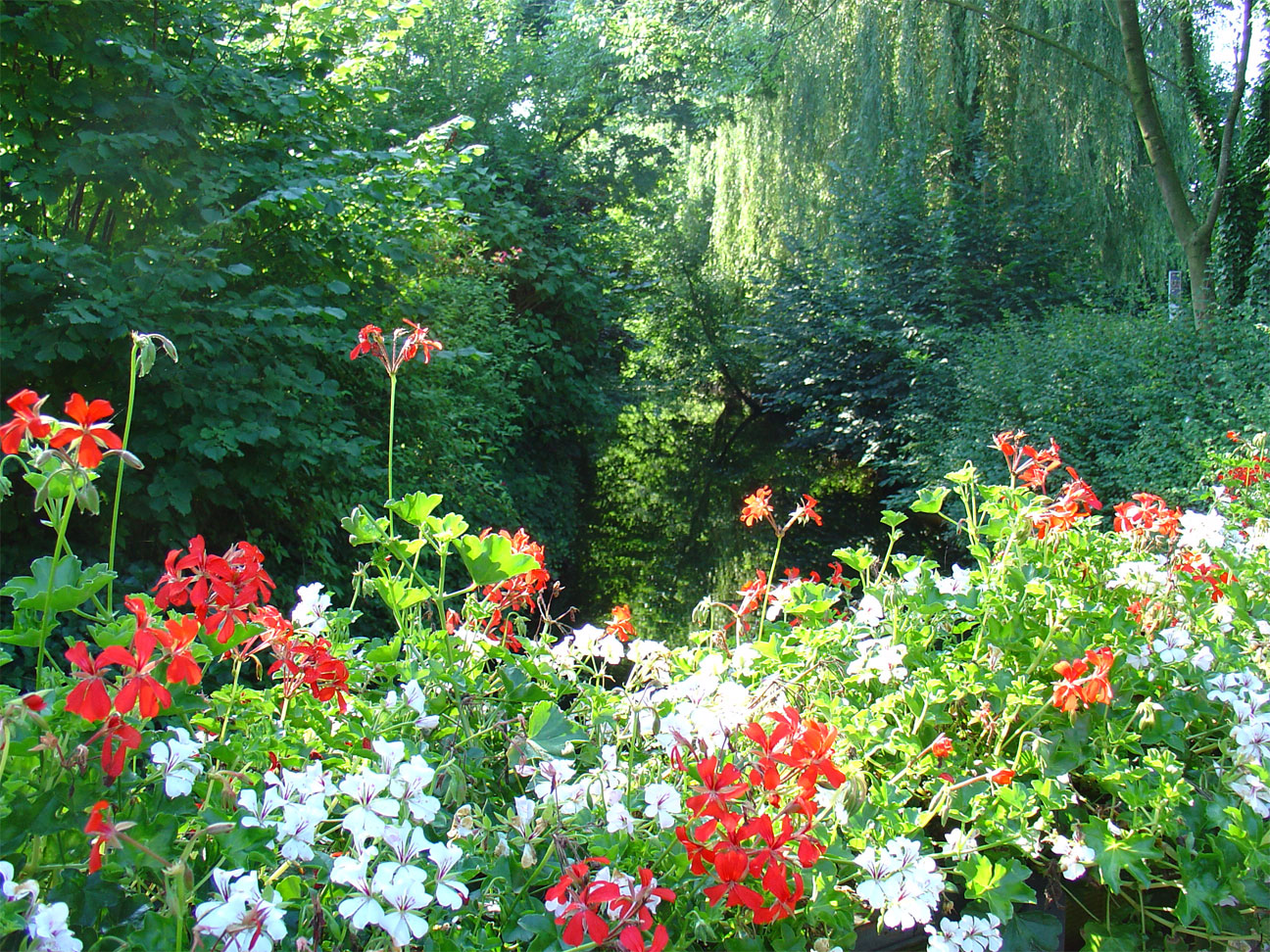
De Slinge in Oeding voordat hij als Boven-Slinge Nederland binnenstroomt

De Slingebeek of Slingerbeek is een oude naam voor de beek die bij Kotten Nederland binnenkwam en bij Doetinchem uitmondde in de Oude IJssel. In de middeleeuwen werd de Bielheimerbeek gegraven van Gaanderen tot aan de Slingebeek. Dit gebeurde om water naar de watermolen bij het klooster Betlehem bij Gaanderen te voeren. De Slingebeek werd zo opgedeeld in een Boven-Slinge tussen Kotten en de Slangenburg, en een Beneden-Slinge tussen de Slangenburg en Doetinchem. De Bielheimerbeek voert thans het meeste water uit de Boven-Slinge af naar de Oude IJssel bij Gaanderen, waardoor Doetinchem minder met wateroverlast heeft te kampen.
In de twintigste eeuw is de Beneden-Slinge in de binnenstad van Doetinchem overkluisd. De Beneden-Slinge mondt ter hoogte van de molen in de Oude IJssel uit.